# 人口素质
人口素质亦稱人口质素、人口質量'，是包括了國家或地區人口的身体质素、文化质素及思想及道德质素的三个方面，涉及人口學及社會科學等的範疇。人口素质含有不同观点，在不同認識及文化底下，可能會有根據社会条件下所提出，因此無全面性、統一或者比較确實的定义。